# Cybersonik
 (août 2024).
Cybersonik est un groupe de musique électronique composé de John Acquaviva, Daniel Bell et Richie Hawtin.

## Histoire
Le groupe se forme en 1990 à la suite de la création par Acquaviva et Hawtin du label Plus 8. Il n'est actif que jusqu'en 1992, lorsque Dan Bell décide de quitter Plus 8 pour fonder son propre label, Accelerate Records. Malgré la faible longévité du trio, Cybersonik rencontre dès ses débuts un succès notable sur la scène techno underground puisque le maxi Technarchy, sorti en 1990 sur Plus 8 se vend à environ 20 000 exemplaires.

## Discographie
Les seules sorties officielles du trio sont les maxis suivants :
- 1990 : Technarchy -  Plus 8
- 1991 :  Backlash - Plus 8
- 1992 : Thrash - Plus 8
- 1992 : Jackhammer / Machine Gun - Probe (sous-label de Plus 8)